# Альбер Ламоріс
Альбер Ламоріс (13 січня 1922 — 2 червня 1970) — французький кінорежисер і сценарист, відомий своїми дитячими короткометражними фільмами, поетично висловили дитячу фантазію і завоювали високі призи на кінофестивалях 50-х років. Загинув під час зйомок у вертолітній аварії в околицях Тегерана.

## Біографія
Народився 13 січня 1922 року в Парижі. В кінці 40-х років, будучи фотографом, пробує себе як кінорежисер. Його дебют в кіно — «Бім» (1950) — 45-хвилинна екранізація дитячої книжки Жака Превера «Бім, маленький ослик». Це перший з шести фільмів, поставлених Ламоріс, що стали французької дитячої класикою і принесли йому світову популярність. Свій наступний фільм («Біла Грива», 1953), він знімає в мальовничому ландшафті Камарга на півдні Франції. «Біла Грива» і наступний короткометражний фільм «Червона куля» (1956) завойовують Гран-прі в Каннах. «Червона куля» також нагороджений Золотою пальмовою гілкою на Каннському кінофестивалі в 1956 році і Оскаром за найкращий сценарій в 1957 році.
На початку 60-х років Ламоріс приступає до постановки повнометражних фільмів, які користуються значно меншим успіхом, а потім знімає короткометражні документальні фільми.
Ламоріс загинув в вертолітній аварії 2 червня 1970 околицях Тегерана, в Ірані, під час зйомок документального фільму «Вітер закоханих». Пізніше цей фільм був змонтований із записів Ламоріса і в 1978 році номінувався на приз «Оскар» за кращий документальний фільм.